# Harry Hopman

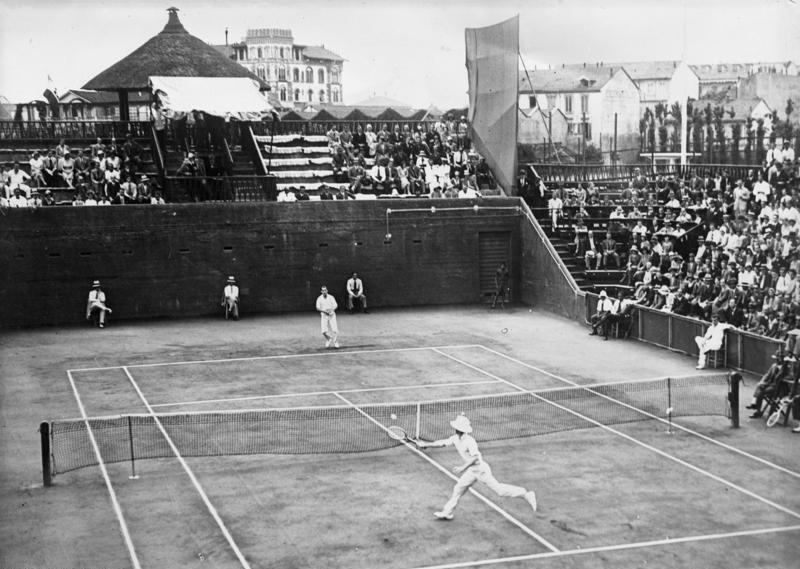
Hopman (vorn mit Hut) verliert im Davis Cup 1930 gegen den Italiener Giorgio di Stefani.

Henry Christian Harry Hopman (* 12. August 1906 in Glebe bei Sydney; † 27. Dezember 1985) war ein australischer Tennisspieler.

## Leben
Er gewann in seiner Karriere zwischen 1930 und 1939 im Doppel und Mixed sieben Grand-Slam-Turniere. Erfolgreicher war er aber als Daviscup-Kapitän. Er führte Australien zwischen 1939 und 1967 zu insgesamt sechzehn Erfolgen, was ihn zum erfolgreichsten Teamkapitän überhaupt machte.
Seine erste Ehefrau war die australische Tennisspielerin Nell Hall Hopman. Am 13. Februar 1934 verlobte er sich mit ihr, die Hochzeit fand am 19. März 1934 in Sydney statt.
Nach ihm wurde der Hopman Cup benannt, eine Mixedveranstaltung im Tennis.
Hopman wanderte 1969 in die USA aus und wurde an der Port Washington Tennis Academy ein erfolgreicher professioneller Trainer von zukünftigen Champions wie Vitas Gerulaitis und später John McEnroe. Später eröffnete Hopman mit seiner zweiten Frau Lucy Pope Fox, die er am 2. Februar 1971 heiratete, das Harry Hopman's International Tennis Camp in Treasure Island (damals Largo). Ein weiteres Tenniscamp folgte in Bologna (Italien).
Hopman wurde 1978 in Newport, Rhode Island, in die International Tennis Hall of Fame aufgenommen.
Hopman starb am 27. Dezember 1985 an einem Herzinfarkt.

## Erfolge

### Als Spieler

#### Grand-Slam-Titel
- Australian Open
  - Einzelfinale (3): 1930, 1931, 1932
  - Doppelsiege (2): 1929, 1930
  - Doppelfinale (2): 1931, 1932
  - Mixedsiege (4): 1930, 1936, 1937, 1939
  - Mixedfinale (1): 1940

- French Open
  - Doppelfinale (2): 1930, 1948

- Wimbledon Championships
  - Mixedfinale (2): 1932, 1935

- US Open
  - Doppelfinale (1): 1939
  - Mixedsiege (1): 1939

### Als Trainer

#### Davis Cup
- Sieger (16): 1939, 1950, 1951, 1952, 1953, 1955, 1956, 1957, 1959, 1960, 1961, 1962, 1964, 1965, 1966, 1967
- Finale (5): 1938, 1954, 1958, 1963, 1968